# Лундін Аксель Францевич
Лундін Аксель Францевич (1886 —1943)  — український радянський кінорежисер та російський театральний режисер; один із піонерів раннього українського кінематографа.

## Життєпис
Народився в 1886 році в Стокгольмі (Швеція). В 1905 р. приїхав у Росію. Був актором Петербурзького драматичного театру. 
З 1912 року знімався у кіно («Жертва дикої помсти» (1912), «Віра Чеберяк» (1917) тощо), виконував адміністративні функції в акціонерному товаристві «Художественный зкран». 
У 1919—1921 роках був режисером кіновидаву «Червона Зірка» при кіносекції Наркомвоєну України, режисером Всеукраїнського кінокомітету та Київського обласного фотокомітету. На початку 1920-х співпрацює з єврейським театром «Кунст Вінклі», де в Києві в 1922 році ставить виставу «Дер Дибук». 
В 1923 році починає співпрацювати з ВУФКУ, спочатку в ролі викладача кінотеатральної студії в Києві, потім  — режисером. З 1924 року ставить фільми спочатку Одеській (1924 —1928), а потім на Київській кінофабриці ВУФКУ (1928 —1929). 
Створив в Україні документальні стрічки: «Всеобуч», «У царстві ката Денікіна», «На допомогу Червоному Харкову», «Слухайте, брати», «Революційний тримайте крок!», «Той, що прозрів» (1919), «Герої і мученики Паризької комуни», «Велике лихо», «Квіти на камені» (1921), «Червона Армія» (1925); а також ігрові фільми: «Чорне золото», «Лісовий звір» (1924), «Марійка» (1925), «П.К.П. / Пілсудський купив Петлюру» (1926, у співавторстві), «Ванька і Месник», «Пригоди полтинника» (1928) та інші.
В 1930—1943 рр. був режисером Ярославського драматичного театру ім. Ф. Волкова. 
Помер 16 лютого 1943 року в Ярославлі. 